# Ла-Кресента-Монтроуз (Каліфорнія)
Ла-Кресента-Монтроуз (англ. La Crescenta-Montrose) — переписна місцевість (CDP) в США, в окрузі Лос-Анджелес штату Каліфорнія. Населення — 19 997 осіб (2020).

## Географія
Ла-Кресента-Монтроуз розташована за координатами 34°13′59″ пн. ш. 118°14′9″ зх. д. / 34.23306° пн. ш. 118.23583° зх. д. (34.233016, -118.235774).  За даними Бюро перепису населення США в 2010 році переписна місцевість мала площу 8,90 км², з яких 8,87 км² — суходіл та 0,03 км² — водойми.

## Демографія
Згідно з переписом 2010 року, у переписній місцевості мешкали 19 653 особи в 7088 домогосподарствах у складі 5272 родин. Густота населення становила 2208 осіб/км².  Було 7350 помешкань (826/км²).
Расовий склад населення:
| - 65,2 % — білих - 27,3 % — азіатів - 0,7 % — чорних або афроамериканців - 0,4 % — корінних американців - 0,1 % — вихідців з тихоокеанських островів - 2,7 % — осіб інших рас |

До двох чи більше рас належало 3,6 %. Частка іспаномовних становила 11,4 % від усіх жителів.
За віковим діапазоном населення розподілялося таким чином: 23,5 % — особи молодші 18 років, 64,1 % — особи у віці 18—64 років, 12,4 % — особи у віці 65 років та старші. Медіана віку мешканця становила 41,6 року. На 100 осіб жіночої статі у переписній місцевості припадало 92,9 чоловіків;  на 100 жінок у віці від 18 років та старших — 89,8 чоловіків також старших 18 років.
Середній дохід на одне домашнє господарство  становив 105 915 доларів США (медіана — 85 458), а середній дохід на одну сім'ю — 119 979 доларів (медіана — 105 595). Медіана доходів становила 73 533 долари для чоловіків та 54 083 долари для жінок. За межею бідності перебувало 7,5 % осіб, у тому числі 10,3 % дітей у віці до 18 років та 5,6 % осіб у віці 65 років та старших.
Цивільне працевлаштоване населення становило 9810 осіб. Основні галузі зайнятості: освіта, охорона здоров'я та соціальна допомога — 26,2 %, науковці, спеціалісти, менеджери — 13,5 %, роздрібна торгівля — 9,4 %, фінанси, страхування та нерухомість — 8,4 %.